# Titolo di accesso
Il titolo di accesso, o biglietto di ingresso, rappresenta la legittimazione per uno spettatore ad assistere ad un evento come ad esempio un match sportivo, un concerto, una rappresentazione teatrale, una proiezione cinematografica o l’ingresso ad una mostra, una fiera un parco divertimenti o un museo. La definizione di titolo di accesso vale sia quando è previsto il pagamento di un corrispettivo sia quando è ceduto a titolo gratuito o emesso per motivi di servizio.

## Caratteristiche
Il biglietto - titolo di accesso è il titolo che legittima uno spettatore a partecipare ad un evento, spettacolo o manifestazione culturale o sportiva allestita da un determinato organizzatore.
Alcune caratteristiche variano secondo le normative nei diversi Paesi ma in generale il titolo di accesso (comunemente: biglietto) rappresenta il legame tra l’impegno dell’organizzatore a realizzare l’evento promesso e la legittimazione di uno spettatore a parteciparvi, secondo le condizioni dettate dall’organizzatore stesso. Tali condizioni non possono mai contrastare quanto previsto dalle leggi vigenti nel luogo in cui si effettua l’evento ma devono essere conosciute e rispettate dal partecipante/spettatore.
Oltre al contratto fra l’organizzatore e lo spettatore il titolo di accesso rappresenta anche normalmente il documento di ricevuta per il corrispettivo pagato, che per la normativa italiana comprende e soddisfa la certificazione fiscale, quindi l’equivalente dello scontrino fiscale.
L’organizzatore è il responsabile in termini civili e penali dello svolgimento dell’evento ed è quindi l’unico e originario detentore della legittimità ad emettere e rilasciare i titoli di accesso per quell’evento.
In Italia i diversi ambiti di applicazione sono soggetti a normative differenti: i musei statali sono soggetti a norme più semplici e non fiscali, mentre tutti gli spettacoli, gli eventi sportivi e di intrattenimento, le mostre, le fiere, e i musei privati sono soggetti alla normativa fiscale che è stata revisionata completamente all’inizio degli anni 2000.
In occasione di questa revisione, che ha fra l’altro abolito la precedente Imposta sugli Spettacoli, i vecchi "biglietti con bollino SIAE" sono stati sostituiti con i nuovi titoli di accesso fiscali che non prevedono più la stampa in tipografie autorizzate a stampare con il bollino SIAE, ma l’emissione e la registrazione elettronica con sistemi autorizzati dalla Agenzia delle Entrate.
La definizione di titolo di accesso è valida sia quando è previsto il pagamento di un corrispettivo sia quando l’accesso è gratuito o effettuato per motivi di servizio (staff dell’evento, personale di sicurezza, reporter, ecc).
Separati i titoli di accesso per motivi di servizio, il totale di tutti gli altri spettatori contribuisce a identificare il “pubblico partecipante” al quale si applica il conteggio delle presenze ai fini della determinazione dell’eventuale diritto d’autore riscosso dagli aventi diritto rispetto alle opere eseguite, o dai loro licenziatari (in Italia la Società Italiana Autori ed Editori), per quel particolare programma in esecuzione (o opera cinematografica).

### Assegnazione o non assegnazione dei posti
È previsto che ogni titolo di accesso riguardi un particolare settore del luogo (locale, teatro, stadio, etc) in cui si svolge l’evento. 
In alcuni casi i settori sono più di uno (ad esempio una certa Tribuna o Curva per uno stadio oppure Platea o Galleria per un teatro) mentre in altri casi può esserci un settore unico (ad esempio in un cinema, una discoteca, una mostra).
Se all’interno dell’evento sono previsti più settori un titolo di accesso consente di accedere esclusivamente al settore per il quale è stato emesso, e non agli altri.
Nella normativa italiana il settore ha il nome di "ordine di posto" e la capienza di ogni ordine di posto è determinata dalla licenza di agibilità che viene rilasciata per quel certo luogo e quel certo allestimento da parte degli organi responsabili della pubblica sicurezza (commissioni di vigilanza e agibilità locali di spettacolo).
All’interno di ogni settore il posto può essere ad occupazione libera oppure preassegnato e in questo secondo caso il biglietto riporta i dati identificativi che permettono di identificare il posto da occupare, come per esempio la fila e il numero del posto ma anche il palco (per un teatro) o un sotto-settore (per uno stadio).
La scelta di preassegnare o meno i singoli posti può derivare dalla particolare conformazione del settore oppure dalla configurazione decisa dall’organizzatore (per esempio il prato di un concerto in uno stadio non prevede il posto assegnato, ma può essere diviso in due diversi settori) ma in certi casi può essere obbligatoria per legge (per esempio nel caso delle partite di calcio delle serie maggiori).
Un trattamento specifico è dedicato alle persone con disabilità per i quali è prevista oltre alla ospitalità in aree o posti dedicati con opportune caratteristiche di sicurezza, la possibilità di disporre di un ingresso a titolo gratuito per un loro accompagnatore.

### Concessioni e restrizioni
Un biglietto può essere emesso secondo condizioni particolari che possono riguardare la concessione di prezzi speciali, come per esempio biglietti omaggio o riduzioni di prezzo per determinate categorie di spettatori, oppure a determinate condizioni di utilizzo come per esempio l'accesso a posti riservati per persone con disabilità o l'accesso condizionato alla corrispondenza del nominativo registrato sul biglietto con quello del fruitore.

#### Prezzi, riduzioni e sconti, commissioni
L’organizzatore mette in vendita ogni tipologia di titoli di accesso prevista per l’evento ad un certo prezzo che viene normalmente definito come prezzo facciale. Il prezzo ordinario, o in altri termini il prezzo più alto, viene tecnicamente definito "Intero".
È facoltà dell’organizzatore riconoscere sconti e riduzioni a determinate categorie di acquirenti come per esempio convenzionati con partner commerciali o appartenenti a determinate comunità o club di acquisto, oppure per fasce di età o particolari caratteristiche dimostrabili (per esempio studenti o insegnanti). A questi acquirenti è generalmente richiesto di dimostrare la loro appartenenza alla categoria che consente queste facilitazioni, sia al momento dell’acquisto sia in fase di ingresso per la fruizione dell’evento.
Un'altra facoltà dell’organizzatore è quella di applicare una commissione generalmente identificata come prevendita per il servizio di distribuzione dei titoli di accesso in anticipo rispetto a manifestazioni con forte richiesta di pubblico.
Altre commissioni possono essere applicate per servizi collegati ai canali di distribuzione come la vendita telefonica o via internet.

#### Nominatività del titolo di accesso
Tra le condizioni poste dall’organizzatore può essere previsto che il titolo di accesso sia nominale, e in alcuni casi questo è obbligatorio per legge come avviene in Itala nel caso delle partite di calcio delle serie maggiori.
In questo caso la validità del titolo di accesso non è più genericamente disponibile “al portatore” ma è legato alla identità personale dei partecipanti, che generalmente implica un controllo della identità personale all’ingresso con la richiesta di un documento di identità.
In particolare secondo la normativa italiana per le partite di calcio delle serie maggiori il biglietto viene legato ad un nominativo che viene controllato nel momento della emissione o del perfezionamento per biglietti emessi provvisoriamente senza nominativo (per esempio ad uno sponsor) o al cambio del nominativo, quando ammesso.
L’obiettivo di questo tipo di controllo è quello di escludere dalla partecipazione all’evento persone che siano state oggetto di provvedimenti restrittivi di Polizia rispetto all’accesso alle manifestazioni sportive di questa tipologia Daspo.

### Biglietti singoli e abbonamenti
Un titolo di accesso singolo vale per un certo evento in un certo luogo, in una certa data, ad una certa ora. Per abbonamento si intende invece un titolo valido per più di un evento o in generale un titolo di accesso non legato ad un evento con una singola precisa data di calendario ma piuttosto ad eventi che si svolgono in un determinato arco di tempo.
Nella tradizione italiana l’abbonamento alla stagione teatrale (operistica, di prosa, di balletto, ecc) ha rappresentato anche un segno di tradizione familiare e di status symbol fino all’eccesso di rappresentare quasi un titolo di "possesso" di una poltroncina o di un palco a teatro.
In generale un biglietto singolo può essere obliterato/invalidato una volta sola mentre un abbonamento può essere validato più volte. Un caso particolare è costituito dal c.d. “biglietto open”, ovvero un titolo di accesso che permette di fruire in una data non esattamente definita a priori ad un evento che si ripete in giorni diversi nell’arco di un certo arco di tempo (per esempio l’accesso ad una mostra/esposizione o ad un parco divertimenti). La normativa italiana gli attribuisce la caratteristica di un abbonamento a causa del fatto che non è possibile predeterminare una data certa e a priori nella quale l'utente usufruirà dell’evento.
Un abbonamento emesso contiene il numero dei turni di abbonamento ai quali l’abbonamento stesso può dare accesso e contiene come data di validità l’ultima data utile nel quale può essere utilizzato.
Sempre per la normativa italiana, una differenza fondamentale tra i due tipi è riferita al pagamento dell’IVA, e in generale delle tasse, che per il biglietto singolo è legata alla data dell’evento (momento impositivo) mentre per l’abbonamento, non essendo legato ad una specifica e unica data di fruizione, è legata al momento della emissione dell’abbonamento stesso.
Questa differenziazione è all’origine della distinzione e di conseguenza della impossibilità di commutare normalmente un titolo di un certo tipo in un altro di tipo diverso, per esempio nel caso l’utente desideri fruire dello spettacolo in una replica diversa.

### Formato fisico o immateriale
Il titolo di accesso ha mutato forma nel tempo seguendo le tecnologie man mano disponibili lungo il corso della storia. 
Nei tempi moderni esso è passato dalla forma di tagliando con parti separabili per l’obliterazione o invalidazione, comunemente detta “strappo”, nel momento dell’ingresso alle forme più evolute e digitali come la de-materializzazione completa su uno smartphone.
Le caratteristiche fisiche sono spesso una funzione del livello di sicurezza necessario per l’utilizzo del titolo di ingresso. Spesso sui titoli attuali, specie se destinati a prezzi elevati, si trovano elementi anti-contraffazione come ologrammi o inchiostri e trattamenti particolari della carta (per esempio termica).
Nella forma digitale, per definizione duplicabile, la sicurezza è invece affidata a sistemi di controllo come tornelli o terminali che rilevano e riconoscono l'identificativo del biglietto attraverso, ad esempio, la lettura di un codice a barre o di un chip RFID.

## Distribuzione dei titoli di accesso (mercato primario)
La sorgente originaria di un titolo di accesso è l’organizzatore dell’evento.
L’organizzatore può delegare alla emissione e alla distribuzione dei titoli di accesso altri soggetti a lui terzi come ad esempio gli operatori di prevendita o i gestori dei botteghini.
Secondo la normativa italiana per emettere i titoli di accesso occorre obbligatoriamente servirsi di sistemi di emissione autorizzati al controllo fiscale, anche detti misuratori fiscali di biglietteria.
Sulla base di questa norma i soggetti (persone fisiche o giuridiche) che si dotino di tali sistemi vengono definiti Titolari di sistema, sia che siano coincidenti con gli organizzatori stessi sia che si tratti di terzi che si occupano della sola distribuzione o prevendita.
Non sono soggetti a questa norma i sistemi impiegati nei musei statali e civici, mentre ne sono tenute le mostre e i musei privati.

### Il Titolare del sistema di emissione
La normativa italiana prevede la figura del Titolare di sistema di emissione che è il soggetto giuridico responsabile della conduzione di un sistema di biglietteria. Questo può essere coincidente con l’organizzatore della manifestazione oppure un soggetto terzo che si occupa della sola distribuzione.
Un organizzatore può affidare la distribuzione primaria dei suoi titoli di accesso ad uno o più soggetti da lui incaricati di questo servizio.
È l’Agenzia delle entrate a provvedere al riconoscimento e avvio della attività di ogni Titolare, in collaborazione con la SIAE che ne gestisce per convenzione alcuni servizi.
I sistemi di emissione sono apparecchiature (hardware e software) che vengono certificate dalla Agenzia delle Entrate prima di essere messi in commercio seguendo, con alcune differenze, lo stesso filone normativo dei misuratori fiscali.
I sistemi di emissione sono quindi conosciuti anche sotto il nome di misuratori fiscali per biglietterie, il cui albo dei sistemi certificati è pubblicato e periodicamente aggiornato sul sito della Agenzia delle Entrate stessa.

## Mercato secondario (bagarinaggio) e contraffazione
Le funzioni pienamente regolate in tutti i Paesi del mondo si fermano al mercato primario (la distribuzione diretta) e questo in generale non comprende la possibilità di acquisto di un titolo di accesso e la successiva rivendita.
La rivendita di biglietti (c.d. secondary ticketing) o bagarinaggio è per larga parte nel mondo un sistema non regolato, anche se una crescita esponenziale del fenomeno nel secondo decennio degli anni duemila grazie alle piattaforme online sta attirando l'attenzione di molti governi nazionali verso una maggiore regolazione a garanzia dei consumatori.
Nel panorama della normativa in evoluzione, certi Paesi ammettono che siano applicati sovrapprezzi alla rivendita, certi altri no.
Seppure non negata completamente dalle norme in vigore, ad esempio in Italia, l’acquisto dei titoli di accesso presso fonti non sicure e autorizzate dall’organizzatore può comunque e sempre rappresentare un pericolo per il rischio di incappare in titoli di accesso contraffatti.
Questi canali sono una forma di marketplace non trasparente nella quale gli stessi siti ospiti si distanziano dai contenuti che veicolano, seppure li promuovono con tecniche molto contigue all'inganno, e quindi non sono in realtà in grado loro stessi di garantire la genuinità del prodotto veicolato che molto spesso si rivela in violazione da quanto stabilito dall'organizzatore se non addirittura completamente falso.
Oltre a rappresentare per il compratore un possibile reato di Incauto Acquisto un titolo di accesso contraffatto non può costituire il diritto di ingresso all’evento e quindi l’acquirente non può legittimamente aspettarsi altro che un rifiuto al momento dell’ingresso da parte del personale di controllo dell’organizzatore.
Non ci sono metodi univoci per riconoscere un titolo di accesso vero da una sua contraffazione, perché in ogni tipologia di formato (fisico o immateriale) possono essere inseriti diversi elementi proprio per distinguerli da eventuali contraffazioni e le informazioni per decodificarli o verificarle non vengono diffuse dagli organizzatori e dagli emettitori, proprio allo scopo di non aiutare gli eventuali contraffattori.
Per evitare questi rischi l’organizzatore diffonde generalmente sempre con propri mezzi (sito internet, cartellonistica, locandine, ecc) l’elenco dei distributori autorizzati e queste sono da ritenersi le uniche fonti assolutamente sicure alle quali gli aspiranti spettatori possono rivolgersi per avere la garanzia di avere un titolo di accesso genuino e quindi riconosciuto dall’organizzatore al momento dell'ingresso.
Oltre al rischio di contraffazione il mercato secondario applica tipicamente somme addizionali, sotto varie voci e spesso anche molto consistenti, rispetto al costo reale del titolo di accesso, il cosiddetto “prezzo facciale” e questo aggravia la spesa dello spettatore senza che questa spesa vada a supportare economicamente l’evento. In linea teorica la definizione di mercato secondario potrebbe comprendere anche la rivendita di titoli di accesso invenduti ad un prezzo inferiore al prezzo facciale, ma anche in questo caso se non autorizzata dall’organizzatore accade che in realtà si stiano acquistando titoli di accesso irregolari.
Nell'agosto 2018 l'operatore Ticketmaster, leader mondiale nel mercato della biglietteria primaria, ha annunciato la chiusura dei propri marketplace di rivendita Seatwave e GetMeIn e l'intenzione di aprire spazi alla rivendita dei consumatori attraverso i propri siti primari ma senza l'applicazione di sovrapprezzi. 